# Gorenja Dobrava, Trebnje
Gorenja Dobrava este o localitate din comuna Trebnje, Slovenia, cu o populație de 28 de locuitori.